# Avalokiteshvara
Avalokiteśvara (sánscrito: अवलोकितेश्वर; lit. «Señor que mira hacia abajo») es el bodhisattva de la compasión. Es uno de los bodhisattvas más ampliamente venerados en la corriente principal del budismo mahāyāna, así como en forma no oficial en el theravāda.
Es conocido en Tíbet con el nombre de Chenrezig, en China como Guānshiyīn (chino tradicional: 觀世音菩薩, pinyin: Guānshiyīn Púsà; lit. «Bodhisattva Guanshiyin») y en Japón como Kannon (idioma japonés: 観音?)
En sánscrito, Avalokitesvara es también conocido como Padmapāni («Soporte del loto») o Lokeśvara («Señor del mundo»). En el budismo tibetano, el dalái lama es considerado la encarnación de Avalokiteśvara, conocido también como Chenrezig (idioma tibetano: སྤྱན་རས་གཟིགས་; Transliteración Wylie: spyan ras gzigs).

## Etimología
El nombre sánscrito "Avalokiteśvara" se compone de las siguientes partes:
- ava, prefijo verbal que significa ‘abajo’;
- lokita, participio pasado del verbo lok (‘notar, observar, contemplar, percibir’), que aquí se usa en sentido activo (una irregularidad ocasional en la gramática sánscrita); e
- īśvara, señor, gobernante, soberano o amo. De acuerdo con las reglas del sandhi (de unión de palabras), la a final de lokita se une a la i del principio de īśvara y se convierte en una e: lokita + īśvara = lokiteśvara.

Al combinar estas tres palabras queda: ‘el señor que mira hacia abajo [el mundo]’. La palabra sánscrita loka (‘mundo’, cognada del español «local») no está presente en el nombre, pero se entiende implícita.
Otro epíteto de Avalokiteśvara es Lokeśvara-rāja (rey de la soberanía del mundo). La interpretación china de este nombre es 世自在王  Shìzìzàiwáng "rey soberano del mundo" (los caracteres que se usan para traducir īśvara son 自在, que como sustantivo se traduce por señor y como adjetivo: libre, liberado, sin restricción. Como verbo es dominar; imponer; gobernar;  predominar; dirigir o reinar [según la escuela dharma china de caracteres 法相宗]).
Sin embargo, la investigación reciente señala que la forma original y el significado del nombre eran muy diferentes:  Avalokitasvara con la terminación -svara ("sonido, ruido"), de modo que la palabra se traduce: "quien ha percibido un sonido" (un compuesto brahmi con un participio pasivo como primer elemento). Esto es, avalokita:  "ese que ha sido percibido" y el compuesto es literalmente "el que ha un sonido percibido", vale decir, percibidor del sonido sufriente de los mundos (los 6 reinos). Este es el equivalente exacto de la traducción china 觀音 Guānyīn. Este nombre fue posteriormente suplantado por la forma que contiene la terminación -īśvara, lo que no sucedió en sánscrito antes del siglo VII, mientras que la forma original Avalokitasvara ya aparece en fragmentos sánscritos del siglo V.
El significado original del nombre calza con la comprensión budista sobre el rol de un bodhisattva, en tanto que la reinterpretación que lo presenta como un īśvara muestra una fuerte influencia del shivaísmo, donde el término īśvara está relacionado usualmente con la noción hindú de un dios creador y gobernador del mundo. Tales atributos divinos fueron transmitidos al bodhisattva, pero la mayoría de los adoradores de Avalokiteśvara sostiene el rechazo budista a la doctrina de un dios creador primordial.

## Origen

### Para los eruditos occidentales
Los eruditos occidentales no han llegado a consenso sobre el origen de la veneración de Avalokiteśvara.
Algunos han sugerido que Avalokiteśvara, junto con muchos otros seres sobrenaturales del budismo, fue un préstamo o absorción que el mahāyāna tomó de una o muchas deidades hindúes, en particular de Śivá o Viṣṇu.
En el Theravāda, el nombre búdico Lokeśvara (饒王, 世自在王, 世饒王佛), “el señor, gobernante o soberano que observa el mundo”, fue probablemente un desarrollo de la idea de Brahmā, Viṣṇu o Śivá como ‘’Lokanātha’’, “señor de los mundos”. En Indo-China se refiere especialmente a Avalokiteśvara, cuyo rostro es frecuentemente representado en forma masculina, por ejemplo en Angkor. Es el buda bajo quien Amitābha ingresó a la vida ascética e hizo sus 48 votos en una existencia previa.

### Relato mahāyāna
Según la doctrina mahāyāna, Avalokiteśvara es el bodhisattva que hizo un gran voto para escuchar los ruegos de todos los seres sensibles en momentos de dificultad y posponer su propia budeidad hasta haber ayudado a cada ser sobre la tierra a alcanzar el nirvana.  Entre los sutras majaianas asociados con Avalokiteśvara aparecen:  el Sutra del corazón (como discípulo del buda histórico Śākyamuni) y el Sutra del loto, particularmente el 25.º capítulo, el cual es a veces referido como el Sūtra-avalokiteśvara.
Las seis formas de Avalokiteśvara en el mahāyāna 天臺六觀音 (Tiāntái liu Guānyīn) son:
1. 大悲觀音 gran compasión,
2. 大慈觀音 gran bondad,
3. 獅子無畏觀音 valiente como león,
4. 大光普照觀音 luz universal,
5. 天人丈夫觀音líder de los dioses y de los hombres,
6. 大梵深遠觀音, 大梵至聖觀音 el gran Brāhma omnipresente.

Cada una de estas seis cualidades de este ‘’bodhisattva’’ rompe los respectivos obstáculos 三障 de los 6 mundos budistas:  infiernos, Pretas (espíritus hambrientos), animales, asuras (titanes), hombres y devas (dioses).

### Relato vajrayāna

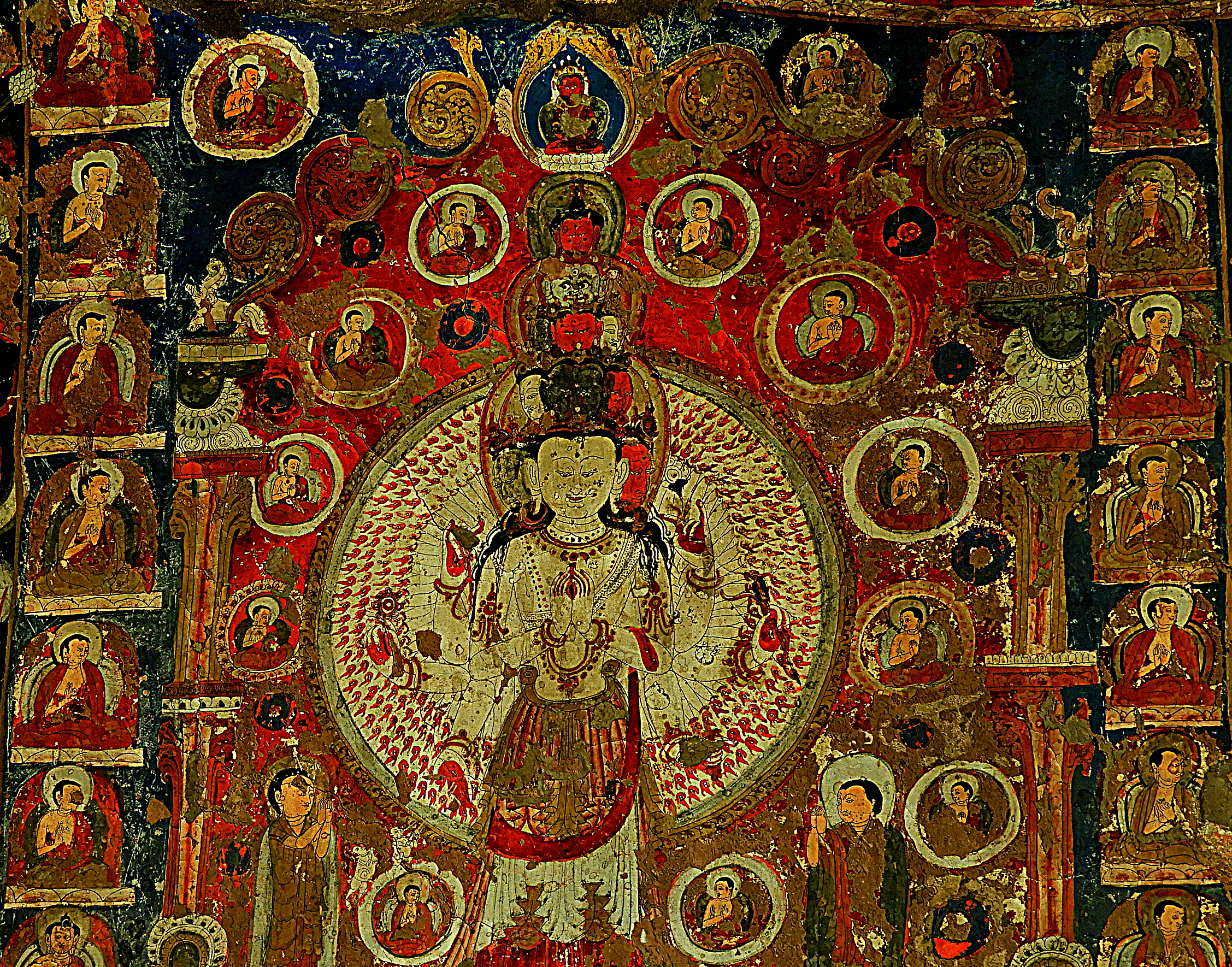
En el budismo tibetano Chenrezig es el buda de la compasión e incluso la madre de los tibetanos o su santo patrono.

En la tradición tibetana, Avalokiteśvara es visto como surgiendo de dos fuentes.  Una es la relativa, donde un eón previo (kalpa), un devoto y compasivo monje budista deviene en un bodhisattva, transformado en el kalpa presente de Avalokiteśvara.  Sin embargo, ésta no entra en conflicto con la fuente final, según la cual Avalokiteśvara es la manifestación universal de la compasión.  El bodhisattva es visto como el vehículo antropomórfico para la deidad real, que sirve para provocar una mejor compresión de Avalokiteśvara a la humanidad.
Las siete formas de Avalokiteśvara en el budismo esotérico 密教七觀音:
1. 不空羅索觀音 red no vacía (o que no falla), o lazo, Amoghapāśa,
2. 千手千眼面觀音 de mil manos y mil ojos, vara-sahasrabhuja-locana/Sahasrabhujasahasranetra,
3. 馬頭觀音 cabeza de caballo, Hayagriva,
4. 十一面觀音 de 11 rostros, Ekadasamukha,
5. 准提觀音 Cundi,
6. 如意輪觀音 rueda del poder soberano, Cintamani-cakra,
7. 聖觀音, 正觀音 el santo, 聖觀自在 arya Lokiteśvara, el santo soberano que sostiene el mundo (loka), una traducción de īśvara significa “gobernador” o “soberano”.

## Mantras y Dharanis

OṂ MAŅI PADME HǕṂ. El mantra de seis sílabas de Avalokiteśvara escrito en el alfabeto tibetano.

El budismo tibetano relaciona a Avalokiteśvara con el mantra de seis sílabas oṃ maṇi padme hūṃ.

En el budismo tibetano, debido a su asociación con este mantra, una forma de Avalokiteśvara es llamada Ṣaḍakṣarī "Señor de las seis sílabas" en sánscrito. La recitación de este mantra mientras se utilizan cuentas de oración es la práctica religiosa más popular en el budismo tibetano. La conexión entre este famoso mantra y Avalokiteśvara se documenta por primera vez en el Kāraṇḍavyūhasūtra. Este texto está fechado en torno a finales del siglo IV de nuestra era hasta principios del siglo V. En este sūtra, el Buda le dice a un bodhisattva que la recitación de este mantra mientras se concentra en el sonido puede conducir a la consecución de ochocientos samādhis. El Kāraṇḍavyūha Sūtra también presenta la primera aparición del dhāraṇī de Cundī, que se produce al final del texto del sūtra. Después de que el bodhisattva alcance finalmente el samādhi con el mantra "oṃ maṇipadme hūṃ", es capaz de observar 77 koṭīs de budas plenamente iluminados que le responden a una sola voz con el Cundī Dhāraṇī: namaḥ saptānāṃ samyaksaṃbuddha koṭīnāṃ tadyathā, oṃ cale cule cunde svāhā.
Otro mantra para Avalokiteśvara que se recita habitualmente en el budismo de Asia oriental es Om Arolik Svaha. En chino, se pronuncia Ǎn ālǔlēi jì suōpóhē (唵 阿嚕勒繼 娑婆訶). En coreano, se pronuncia Om aroreuk Ge Sabaha (옴 아로늑계 사바하). En japonés, se pronuncia On arori kya sowa ka (おん あろりきゃ そわか).

El Nīlakaṇṭha Dhāraṇī es un dhāraṇī de 82 sílabas para Avalokiteśvara. 

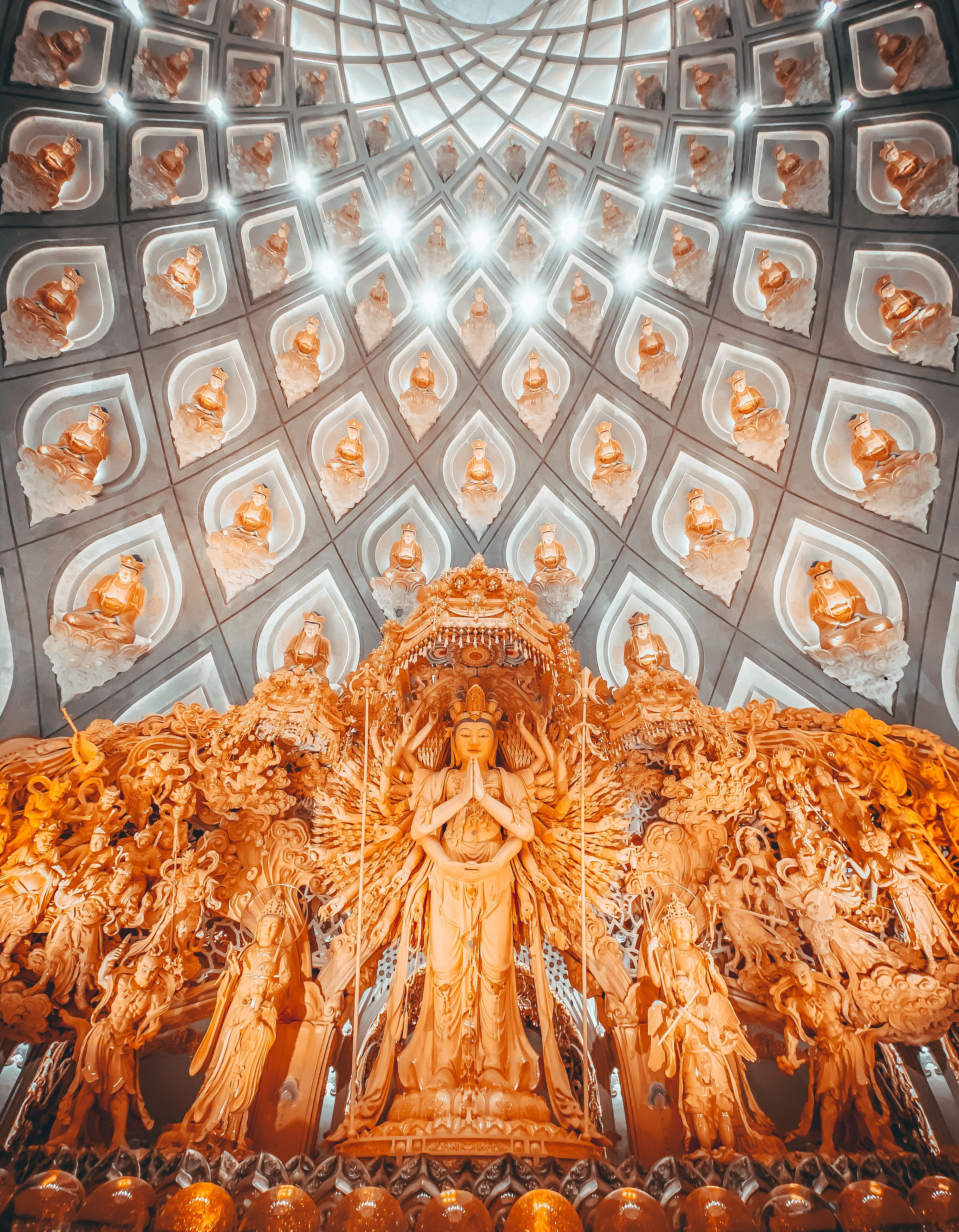
Santuario a las Mil Manos de Guanyin (Qianshou Guanyin) y a las Once Cabezas de Guanyin (Shiyimian Guanyin) en el Monte Putuo. Reino del Dharma de Guanyin en Zhejiang, China

## Significado del Mantra Om Mani Padme Hum
La sílaba OM aparece al comienzo de todos los mantras. Está compuesto de tres elementos en sánscrito y representa las tres puertas de nuestro cuerpo, habla y mente actuales.
- MANI significa "joya" y representa el método compasivo de un ser iluminado. La compasión satisface el deseo de todos los seres de estar separados del sufrimiento.

- PADME proviene de "The Padma" que significa loto. Simboliza la sabiduría de la realidad última. Un loto no está manchado por el barro del que crece. De manera similar, la sabiduría no está manchada por todas las concepciones que obstaculizan la autoexistencia inherente.

- Finalmente, la sílaba HUM se compone de cinco elementos que representan las cinco familias de Buda. Nuestros componentes físicos y mentales ordinarios se transforman cuando se alcanza la iluminación completa. [6]

## Los mil brazos de Avalokiteśvara

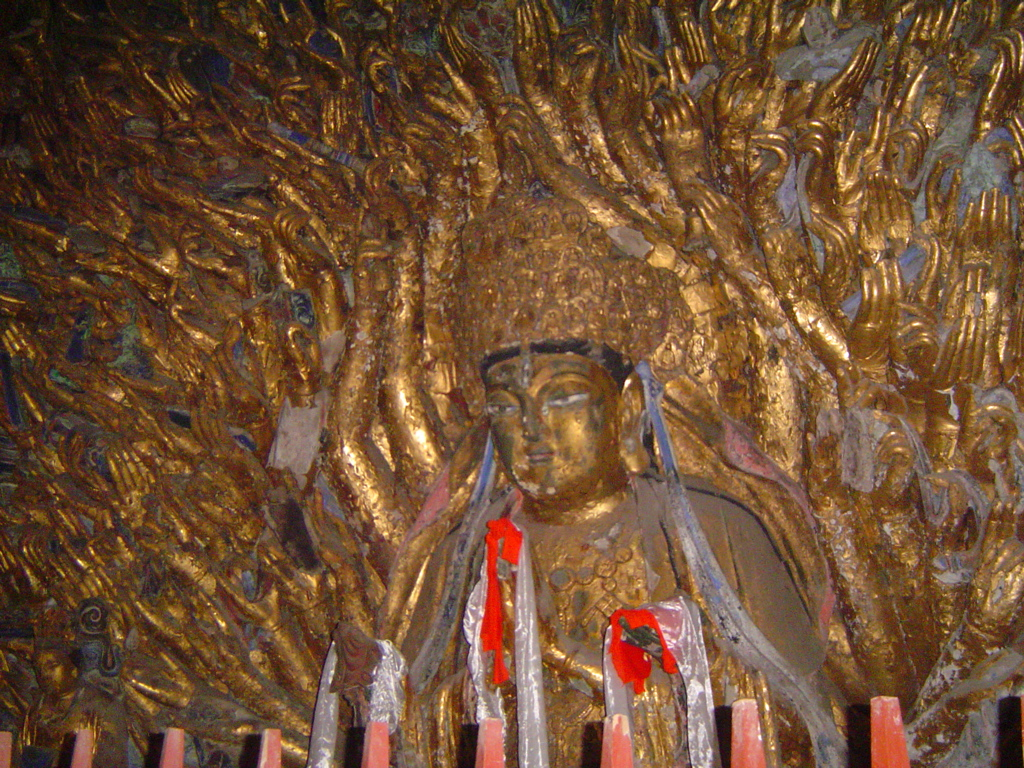
Avalokiteśvara con mil brazos, parte de los Relieves en Piedra de Dazu en el monte Baoding, distrito de Dazu, Chóngqìng, China.

Una conocida leyenda budista narra que Avalokiteśvara hizo el voto de nunca descansar hasta haber liberado a todos los seres sensibles del   saṃsāra.  A pesar de su agotador esfuerzo, se dio cuenta de que todavía quedaban muchos seres desgraciados por salvar. Después de luchar para comprender las necesidades de todos, su cabeza se dividió en once partes.  El buda Amitābha, al observar su apremio, le dio once cabezas para oír los lamentos de los sufrientes. Al oír esos clamores y comprenderlos, Avalokiteśvara intentó alcanzar a todos aquellos que necesitaban ayuda, pero encontró que sus brazos se destrozaban. Una vez más, Amitābha vino en su ayuda y lo dotó con mil brazos para que pudiera ayudar a las multitudes sufrientes.
Muchas versiones himalayas de este cuento incluyen ocho brazos con los cuales Avalokiteśvara hábilmente sostiene el dharma, cada uno de los cuales posee su implemento particular, mientras que las versiones chinas más específicas dan diferentes cuentas sobre su número.

## Creencias del budismo tibetano relativas a Chenrezig
Avalokiteśvara es una deidad importante para el budismo tibetano y es considerado en las enseñanzas vajrayāna como un buda. En cambio, para las enseñanzas mahāyāna es visto más bien como un bodhisattva de elevado nivel. Se considera al dalái lama como la manifestación primaria en la tierra de Chenrezig por la escuela Gelugpa y muchas otras del budismo tibetano. La escuela Karma Kagyu, en cambio, considera al Karmapa como la manifestación primaria de Chenrezig. Se dice que Padmasambhava profetizó que Avalokiteśvara se manifestará a sí mismo en los linajes Tulku de los dalái lamas y de los Karmapas. Otra fuente tibetana explica que buda Amitābha dio a uno de sus principales discípulos, Avalokiteśvara, la tarea de hacerse cargo del cuidado del Tíbet. Ésta es la razón por la cual se manifiesta no solo bajo la forma de maestros espirituales del Tíbet sino también bajo la forma de reyes (como Trisong Detsen) o ministros.
Otras manifestaciones populares en el Tíbet incluyen Sahasra-bhuja (una forma con mil brazos) y Ekādaśamukha (una forma con once rostros).
En el budismo tibetano, Tārā la Blanca actúa como la consorte y vigorizante de Avalokiteśvara/Chenrezig.  Según la creencia popular, Tārā vino a la existencia de una simple lágrima derramada por Chenrezig.  Cuando la lágrima cayó al suelo se formó un lago, y un loto que se abrió en el lago reveló a Tārā. En otra versión de esta leyenda, Tārā emergió del corazón de Chenrezig. En otra, es el fluir de la compasión de Chenrezig lo que se manifiesta en Tārā como ser.

## Manifestaciones
Avalokiteśvara tiene un sinnúmero de manifestaciones bajo diferentes formas. Algunas de las más frecuentemente mencionadas son:
| Sánscrito                   | Chino    | Japonés     | Significado                             | Descripción                                                         |
| --------------------------- | -------- | ----------- | --------------------------------------- | ------------------------------------------------------------------- |
| Aryavalokiteśvara           | 聖觀自在 | Sho Kannon  | Avalokiteśvara Sagrado                  | La forma primigenia del Bodhisattva                                 |
| Ekādaśamukha                | 十一面   | jūichimen   | Avalokiteśvara de once rostros          | Rostros adicionales para enseñar a todos en 10 planos de existencia |
| Sahasra-bhuja Sahasra-netra | 千手千眼 | senjūsengan | Avalokiteśvara de mil brazos y mil ojos | Forma muy popular: ve y ayuda a todos                               |
| Cintāmani-cakra             | 如意輪   | nyoirin     | Avalokiteśvara cumple-deseos            | Sostiene la joya Cintamani                                          |
| Hayagrīva                   | 馬頭     | bato        | Avalokiteśvara cabeza de caballo        | Forma iracunda; simultáneamente bodhisattva y vidyarāja             |
| Cintāmanicakra              | 如意輪   | Juntei      | Avalokiteśvara madre diosa              | Cundi en chino                                                      |
| Amoghapāśa                  | 不空羂索 | fukūkenjaku | Avalokiteśvara con cuerda y red         |                                                                     |
| Bhṛkuti                     |          |             | Ojos implacables                        |                                                                     |
| Pāndaravāsinī               | 白衣     | byakue      | Blanca y pura                           | La contención directa de Guān Yīn                                   |
| Parnaśabarī                 |          |             | Cubierto de hojas                       |                                                                     |
| Rakta Śadakśarī             |          |             | Seis sílabas rojas                      |                                                                     |
| Śvetabhagavatī              |          |             | Cuerpo blanco                           |                                                                     |
| Udaka-śrī                   |          |             | Agua Auspiciosa                         |                                                                     |

## Para información adicional
- Bajracharya, Ranjana. Bodhisattva Avalokitesvara and his symbolic mantra "Om mani padme hum", Kathmandu, Bajracharya, 2003.(en inglés)
- Blofeld, John. Bodhisattva of compassion: the mystical tradition of Kuan Yin, Boston: Shambhala, 1977.(en inglés)
- Lokesh Chandra. The thousand-armed Avalokiteśvara, New Delhi, Abhinav Publications, 1988.(en inglés)
- Mallmann, Marie-Thérèse de. Introduction à l'étude l'Avalokiteçvara..., Paris, Presses universitaires de France, 1967.(en francés)
- Neville, Tove E. Eleven-headed Avalokiteśvara: Chenresigs, Kuan-yin or Kannon Bodhisattva: its origin and iconography, New Delhi, Munshiram Manoharlal Publishers, 1999.(en inglés)
- Yü, Chün-fang, Kuan-yin: the Chinese transformation of Avalokiteśvara, New York, Columbia University Press, 2000.(en inglés)
- Ruriko Sakuma [edited by]. Sādhanamālā, Avalokiteśvara section : Sanskrit and Tibetan texts, Delhi, Adroit Publishers, 2002.(en inglés)
- Karetzky, Patricia Eichenbaum. Guanyin, Oxford, Oxford University Press, 2004.(en inglés)
- Cornu Philippe, Dictionnaire du Bouddhisme (en francés)